# Kotaro Lives Alone
Котаро живёт один (англ. Kotaro Lives Alone, яп. コタローは一人暮らし) — манга (выходит с 2015) и аниме (2021) про 4-летнего мальчика, который живёт один.
В 2018 году манга получила премию Electronic Manga Awards в "мальчиковой" категории.

## Сюжет аниме
Один маленький мальчик, у которого нет родителей, арендует квартиру номер 203. У него есть сосед напротив, и они подружились.
На протяжении всего сезона рассказывается дружба между ними.